# Xeromunda alticola
Xeromunda alticola is een slakkensoort uit de familie van de Hygromiidae. De wetenschappelijke naam van de soort is voor het eerst geldig gepubliceerd in 1995 door Hausdorf.